# Menkaura
Menkaura (Menkaure, Men-kau-ra/re; grčki Μυκερινος, Mykerinos, latinski Mycerinus) je bio 5. faraon 4. dinastije. On je sagradio treću piramidu u Gizi. Bio je nasljednik svog oca Kafre. 

## Obitelj
Menkaura je bio sin faraona Kafre i kraljice Kamerernebti I. te unuk faraona Kufua. Kamerernebti je spomenuta kao kraljeva majka na nožu u Menkaurinu hramu. Menkaurine supruge su bile Kamerernebti II. i Reketra. Najstariji Menkaurin sin bio je Kuenra, koji nije naslijedio svog oca. Menkaurin je nasljednik bio njegov mlađi sin Šepseskaf. Sekemra je spomenut u Kamerernebtinoj grobnici kao najstariji kraljev sin. Moguće je da je Kentkaues I. bila Menkaurina kćerka.

## Životopis
Menkaura je naslijedio svog oca na prijestolju. Bio je dobar i pravedan vladar. On je bio milostiv prema svojim podanicima, za razliku od svog oca i djeda. Ponašao se poput svog pradjeda, faraona Snofrua, koji je Egipćane zvao svojom braćom. Menkaura je bio voljen jer je ljude oslobodio muka. On je ponovno otvorio hramove i dao ljudima slobodu. Mnogi njegovi kipovi su preživjeli, dok je većina prikaza njegova okrutna djeda Kufua uništena.
Herodot je napisao da je Menkaura svoju kćer pokopao u drvenog bika te da je on prevario bogove koji su bili ljuti na njega jer je pomagao običnim ljudima. 
Šepseskaf je naslijedio svog oca nakon njegove smrti.

## Piramida
Menkaurina je piramida zvana Nečer-er-Menkaura - "Bog je Menkaura". Menkaura je dao sagraditi i hram te je zapisano da hram nije posvećen samo njemu, nego i Kafri. George Reisner pronašao je kipove Menkaure, njegove žene i bogova u hramu. 
Al-Aziz Uthman, sin Saladina, pokušao je uništiti piramidu, što mu, naravno, nije uspjelo.